# Pleasures of the Harbor
Albums de Phil Ochs
Phil Ochs in Concert
(1966) Tape from California
(1968)
Pleasures of the Harbor est le quatrième album de Phil Ochs, sorti en 1967, et son premier sur le label A&M Records.
Alors ses précédents disques présentaient une production dépouillée, avec uniquement une guitare acoustique comme accompagnement musical, Pleasures of the Harbor adopte un son plus travaillé, d'inspiration rock, jazz ou pop. Il inclut notamment Outside of a Small Circle of Friends, une chanson aux arrangements Dixieland qui rencontre un certain succès en single, et The Crucifixion, aux arrangements expérimentaux supervisés par Joseph Byrd (The United States of America).

## Titres
Toutes les chansons sont écrites et composées par Phil Ochs.
| 1. | Cross My Heart                       | 3:23 |
| 2. | Flower Lady                          | 6:06 |
| 3. | Outside of a Small Circle of Friends | 3:37 |
| 4. | I've Had Her                         | 8:03 |
| 5. | Miranda                              | 5:17 |

| 6. | The Party               | 7:57 |
| 7. | Pleasures of the Harbor | 8:05 |
| 8. | The Crucifixion         | 8:45 |

## Musiciens
- Phil Ochs : chant, guitare
- Lincoln Mayorga : piano
- Warren Zevon : guitare sur Pleasures of the Harbor
- Ian Freebairn-Smith : arrangements
- Joseph Byrd : arrangements sur The Crucifixion